# Оперативне управління
Оперативне управління (івр. אגף המבצעים, Агаф га-мівцаїм) — це структурний підрозділ у складі Генерального штабу Армії оборони Ізраїлю, створений у 1949 році разом із регіональними, Повітряним та Військово-морським командуваннями. З червня 2021 року його очолює алуф Одед Басьюк.

## Завдання
Основними функціями Оперативного управління є:
- Підготовка Армії оборони до війни, надзвичайних ситуацій та повсякденної безпеки.
- Створення та координація оперативної стратегії, основаної на концепції національної безпеки та доктрини ведення бойових дій.
- Координація роботи АОІ з іншими безпековими підрозділами та підготовка рекомендацій Армії оборони для затвердження на політичному рівні.
- Інструктаж регіонального командування, Повітряного, Військово-морського, Командування штаба Армії та інших управлінь щодо застосування сили та її координації.

## Підрозділи
- Оперативний відділ
- Відділ аналізу, доктрини та навчання
- Прес-секретаріат АОІ
- Підрозділ спеціальних заходів
- Центр операцій зі свідомістю
- Відділ інспектування та нагляду
- Департамент безпеки Генерального штабу

## Історія
Оперативне управління було створене в кінці 1947 року на місці «Відділу планування» і «Відділу операцій», що діяли в структурі Гаґани. 16 листопада 1947 року першим начальником Оперативного управління був призначений Іґаель Ядін який і розпочав розбудову управління. За першим стандартом підрозділ складався з п'яти основних відділів: Загальний відділ стратегічного планування, операційний відділ (планування поточних операцій), відділ розвідки, технічний відділ та відділ адміністрування та координація з службами, підпорядкованими відомству та з підрозділами Генерального штабу. У червні 1948 року плановий відділ був ліквідований і став Управлінням планування. Крім того, управління також відповідало за військову цензуру, відділ зв'язку з пресою та відділ зв'язку з ООН.
У лютому 1949 року назву підрозділу було змінено на «Управління Генерального штабу», в 1953 році відділ розвідки був ліквідований і став Управлінням воєнної розвідки, а відділ підготовки став окремим відділом.
Після війни Судного дня до складу управління входили операційний відділ, планово-організаційний відділ, навчальний відділ, відділ військової адміністрації, відділ з питань врегулювання та охорони космічного простору.
Протягом багатьох років Управління Генерального штабу було унікальним тим, що в ньому, крім начальника Управління, служили й інші офіцери у званні Алуфа, тому певні періоди існували штандарти начальника Управління підготовки, помічника начальника Генштабу та Координатора діяльності уряду на територіях. Ці офіцери входили до Форуму Гененерального штабу.
У 1999 році в Генеральному штабі відбулася реорганізація. Було створено Оперативне управління і одночасно ліквідовано посаду помічника начальника Генерального штабу.

## Зовнішні посилання
- Ґабі Сібоні, Планування діяльності сил у Генеральному штабі, Інститут досліджень національної безпеки, «Армія і стратегія», том 3, випуск 12, листопад 2011.
- Оперативне управління, Сайт АОІ.

1. ↑  גבריאל סיבוני, תכנון הפעלת הכוח במטה הכללי, המכון למחקרי ביטחון לאומי [Архівовано 2016-03-13 у Wayback Machine.](івр.)